# Antonio Zarotto

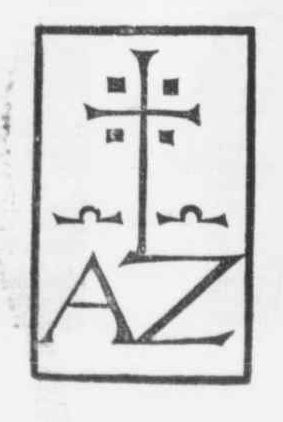
Marca tipografica di Antonio Zarotto

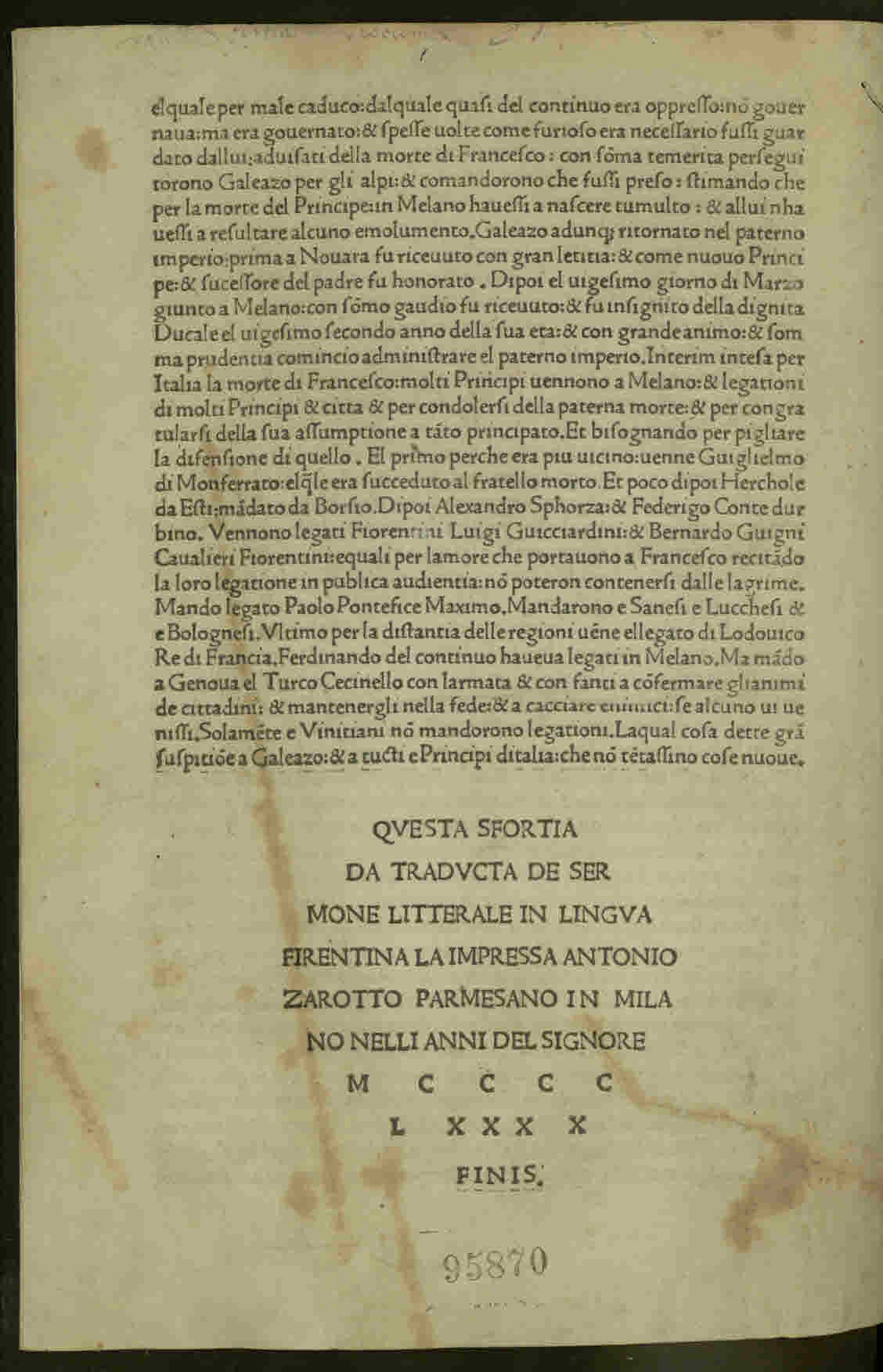
Colophon del Rerum gestarum Francisci Sfortiae di Giovanni Simonetta (1490)

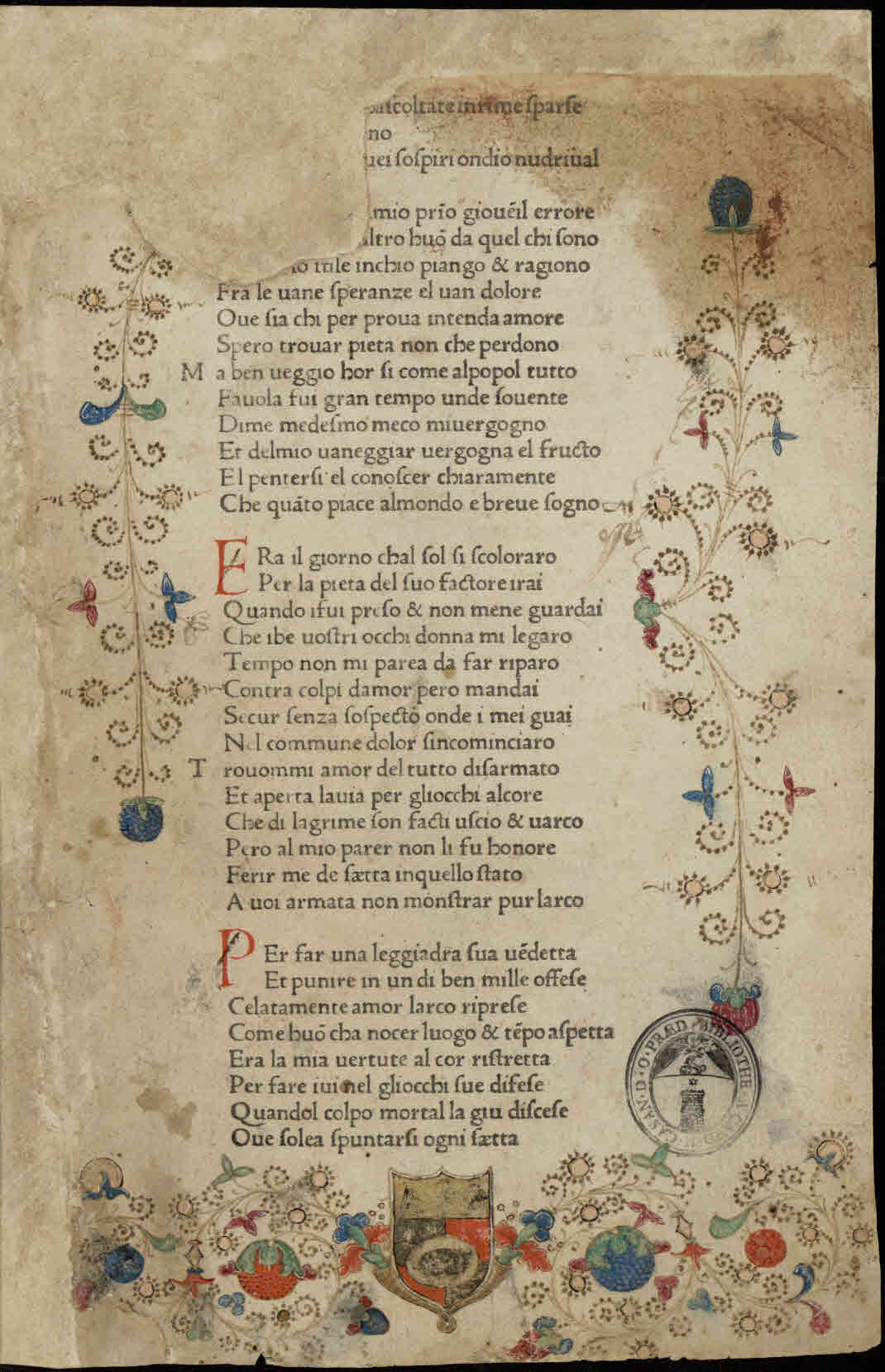
Una pagina del Canzoniere di Francesco Petrarca (Biblioteca Casanatense, Roma)

Antonio Zarotto (Parma, 1450 – Milano, 14 luglio 1510) è stato un tipografo italiano, pioniere dell'arte tipografica a Milano.

## Biografia
Nacque nel quartiere di porta Santa Croce, nell'Oltretorrente, da famiglia benestante, che annoverava tre notai fra i suoi membri. Antonio, figlio di Simone, aveva tre fratelli – Fortuna, Felice e Simonino – che lo affiancarono per alcuni anni nella sua attività, seppur in modo discontinuo. Si ritiene che, prima di trasferirsi a Milano, nel 1470 si sia esercitato in lavori di tipografia in botteghe locali a Venezia, città in cui conobbe il medico e commerciante Panfilo Castaldi. I suoi primi lavori a Milano furono la stampa del De significatione verborum di Pompeo Festo (3 agosto 1471) e della Cosmographia di Pomponio Mela (25 settembre 1471). 
Il 6 febbraio 1471 fu assunto a Milano nella stamperia di Panfilo Castaldi. Secondo gli atti notarili, i due sarebbero andati insieme a Milano. Si ritiene che Castaldi abbia avuto esclusivamente un ruolo imprenditoriale, limitandosi a fornire a Zarotto l’attrezzatura tipografica in affitto. Fu quest’ultimo, infatti, a gestire autonomamente l’attività. Successivamente, Castaldi sarebbe rientrato a Venezia per riprendere il suo abituale lavoro. 
Il 20 agosto 1472 strinse  società col sacerdote Gabriele Orsoni, col maestro di retorica Cola Montano, col professore di eloquenza Gabriele Paveri Fontana e con Pier Antonio Castiglioni. Nell'atto costitutivo è indicato lo scopo della società: stampare libri «in iure civili et in medicina et in iure canonico». Il 4 giugno i firmatari accettarono nella società Nicola Castiglione, fratello di Pier Antonio. 
Il 4 marzo 1473, Zarotto fondò una nuova società tipografica insieme a Marco Roma, Antonio Ermenulfi, Pietro Antonio Castiglione e Gian Antonio Terzago. Con il tempo, alcuni soci abbandonarono l’impresa, lasciando la completa gestione a Zarotto, in qualità di tipografo, e a Roma, in veste di editore. Quest'ultimo orientò la stampa secondo i propri interessi verso i libri scolastici e, in seguito, verso quelli liturgici. Nel 1477, dopo la morte di Marco Roma, l’attività produttiva subì un forte rallentamento. Sebbene ci fossero alcune uscite occasionali di opere, la mancanza di un imprenditore stabile che non solo commissionasse i lavori ma si occupasse anche della distribuzione dei libri, rese difficile per il tipografo Zarotto mantenere un flusso continuo di produzione. Nel 1480 Zarotto iniziò una collaborazione della durata di nove anni con l’editore Giovanni da Legnano, che portò alla pubblicazione di 42 edizioni finora conosciute.
Lo Zarotto fu tra i primi in Italia a stampare con caratteri greci e a corredare libri liturgici con note musicali, come nel «Missale Ambrosianum» del 1475, riconosciuto anteriore al «Missale Romanum», edito a Roma nello stesso anno. 
Se il merito di aver introdotto la stampa a Milano spetta al Castaldi, furono Filippo Cavagni  e Antonio Zarotto a farle superare la fase pionieristica, consentendo a Christoph Valdarfer, Leonhard Pachel e Ulrich Scinzenzeler e nel secolo successivo a Giovanni Angelo Scinzenzeler di far progredire ulteriormente l'arte tipografica a Milano.
Zarotto si distingue principalmente come un abile esecutore, combinando alla sua maestria tecnica una notevole capacità organizzativa e un efficace inserimento nel contesto finanziario e imprenditoriale milanese. Intratteneva rapporti con figure di spicco, tra cui Francesco Filelfo, influente nel settore editoriale di alto livello culturale. Nel corso di trentasette anni di intensa attività, Zarotto riuscì a impiegare circa venti operai nella sua officina, gestendo l’intero processo tipografico.
Tra le opere più famose stampate dalla sua officina da citare: Opera et catalecta di Virgilio (1472), il Decamerone (1476), la Vita di Francesco Sforza di Cicco Simonetta (1479), L'Acerba di Cecco d'Ascoli (1484) e il Canzoniere del Petrarca (1494), la Vita del glorioso S. Hieronymo (1490). Nel 1481 Zarotto riuscì ad avere, previa censura del testo per renderlo conforme alla politica di Ludovico il Moro, una privativa di sei anni per la stampa Rerum gestarum Francisci Sfortiae commentarii di Giovanni Simonetta; in realtà si trattava di un’opera commissionata dalla stessa corte ducale e quindi la protezione serviva a garantire il prestigio tanto ricercato dagli editori. Il De Marinis gli attribuisce non meno di 176 opere. È considerato uno dei migliori stampatori del suo tempo. Il bibliofilo e petrarchista Antonio Marsand, ricordando l'edizione del Decamerone del 1476, dice: «Il carattere è nitido e bello, come lo è costantemente in tutte le produzioni dello Zarotto».
Furono stampate almeno 900 copie delle Epistolae di Cicerone e non meno di 160 della Cosmographia di Pomponio Mela, mentre gli esemplari del Missale Ambrosianum ammontarono a circa 500. La tiratura della Nuptiae Ducis Mediolani di Stefano Dulcino raggiunse le 1000 copie; lo stesso numero prodotto per i Ritmi di Gaspare Visconti.
Antonio morì il 14 luglio 1510 in parrocchia di San Cipriano a porta Comasina. La sua ultima stampa, il De orthographia risale al 15 marzo 1507. Nel suo testamento, donò alla chiesa di San Cipriano le matrici e gli strumenti necessari per produrre punzoni e fondere caratteri. Il rettore di San Cipriano si sarebbe impegnato a vendere questi beni, utilizzando il ricavato per finanziare la celebrazione di messe in onore di Antonio.

## Marca tipografica
La marca tipografica utilizzata da Antonio Zarotto è racchiusa in una cornice e composta dalle lettere A e Z, sovrastate da una croce con quattro stelle e da due lettere Ω. Viene usata in pochissime edizioni. La croce che sovrasta le lettere iniziali è adottata anche dai tipografi tedeschi Pachel e Scinzenzeler, attivi a Milano nello stesso periodo dello Zarotto.